# Euceros annulicornis
Euceros annulicornis är en stekelart som beskrevs av Barron 1978. Euceros annulicornis ingår i släktet Euceros och familjen brokparasitsteklar. Inga underarter finns listade i Catalogue of Life.